# Mujeres fatales
Mujeres fatales es una serie de historietas creada por Mique Beltrán como guionista y Max como dibujante para la revista Complot!. Constituye la única incursión de su guionista en el drama.

## Trayectoria editorial
Sólo dos entregas se publicaron en Complot!, debido al prematuro cierre de la revista, por lo que sus autores marcharon en 1986 a París en busca de editor. Tras ser rechazados por Circus y Dargaud, consiguen un contrato para su publicación en L'Écho des Savanes de la editorial Albin Michel.
En España, fue publicada por Ediciones La Cúpula, en 1988 en su revista El Víbora y un año más tarde en formato álbum.

## Valoración
Para el crítico Yexus, Mujeres fatales es un producto profesional, en el que los autores renunciaron a sus rasgos estilísticos más marcados con vistas a afianzarse en el exigente mercado francés.